# Cryptus krombeini
Cryptus krombeini là một loài tò vò trong họ Ichneumonidae.